# Primera División de Bolivia 1961
El Campeonato de Primera División 1961, fue el segundo torneo organizado por la Federación Boliviana de Fútbol (FBF).
El torneo consagró campeón nacional a Deportivo Municipal por primera vez en su historia.

## Sistema de disputa
Por primera vez participaron equipos de los nueve departamentos del país. Participaron 3 equipos profesionales y 13 amateurs, para un total de 16 participantes. No se tiene claros los motivos por los que la Federación Boliviana de Fútbol tomo esta determinación. No hubo descenso de categoría. No se tiene claro el formato del torneo.

## Equipos

### Distribución geográfica de los equipos
| Región     | Cant. | Equipos |
| ---------- | ----- | --- |
| Potosí     | 5     | Atlético Alianza (Uyuni), Ferroviario (Tupiza), Nacional Potosí (Potosí), Racing (Llallagua), The Strongest (Pulacayo) |
| Beni       | 2     | Beni (Riberalta), Oriente (Trinidad)                                                                                   |
| La Paz     | 2     | Deportivo Chaco (Colquiri), Deportivo Municipal (La Paz)                                                               |
| Oruro      | 2     | Deportivo Huanuni (Huanuni), Petrolero (Oruro)                                                                         |
| Chuquisaca | 1     | Policar (Sucre) |
| Cochabamba | 1     | Aurora (Cochabamba) |
| Pando      | 1     | Pando (Cobija) |
| Santa Cruz | 1     | Oriente Petrolero (Santa Cruz de la Sierra)                                                                            |
| Tarija     | 1     | Ciclón (Tarija) |

## Tabla de posiciones final
| Pos  | Equipo                 | Pts | PJ | G | E | P | GF | GC | DIF |
| ---- | ---------------------- | --- | -- | - | - | - | -- | -- | --- |
| 1.º  | Municipal              | 16  | 9  | 7 | 2 | 0 | 44 | 7  | +37 |
| 2.º  | Aurora                 | 12  | 8  | 5 | 2 | 1 | 24 | 10 | +14 |
| 3.º  | Racing Llallagüa       | 8   | 4  | 4 | 0 | 0 | 16 | 5  | +11 |
| 4.º  | Beni FC Riberalta      | 6   | 4  | 3 | 0 | 1 | 21 | 10 | +11 |
| 5.º  | Oriente Petrolero      | 6   | 2  | 1 | 0 | 1 | 13 | 9  | +4  |
| 6.º  | Policar                | 3   | 2  | 1 | 1 | 0 | 7  | 1  | –6  |
| 7.º  | Ciclón                 | 3   | 3  | 1 | 1 | 1 | 7  | 6  | +1  |
| 8.º  | Nacional Potosí        | 2   | 2  | 1 | 0 | 1 | 2  | 5  | –3  |
| 9.º  | Atlético Alianza Uyuni | 2   | 4  | 1 | 0 | 3 | 7  | 17 | –10 |
| 10.º | The Strongest Pulacayo | 1   | 2  | 0 | 1 | 1 | 1  | 7  | –6  |
| 11.º | Ferroviario Tupiza     | 1   | 2  | 0 | 1 | 1 | 0  | 6  | –6  |
| 12.º | Oriente Trinidad       | 0   | 2  | 0 | 0 | 2 | 2  | 7  | –5  |
| 13.º | Deportivo Huanuni      | 0   | 2  | 0 | 0 | 2 | 3  | 8  | –5  |
| 14.º | Petrolero Oruro        | 0   | 2  | 0 | 0 | 2 | 2  | 8  | –6  |
| 15.º | Deportivo Pando        | 0   | 2  | 0 | 0 | 2 | 4  | 14 | –10 |
| 16.º | Chaco Colquiri         | 0   | 2  | 0 | 0 | 2 | 1  | 14 | –13 |

|  | Campeón. |